# Bruno Le Millin
Pour les articles homonymes, voir Millin.
 (mai 2015).
Si vous disposez d'ouvrages ou d'articles de référence ou si vous connaissez des sites web de qualité traitant du thème abordé ici, merci de compléter l'article en donnant les références utiles à sa vérifiabilité et en les liant à la section « Notes et références ».
Bruno Le Millin, né le 17 octobre 1954 à Paris, est un comédien, auteur et parolier français.
Il a notamment interprété le rôle de monsieur Girard dans la sitcom Premiers baisers entre 1991 et 1995, puis dans Les Années fac de 1995 à 1997.

## Biographie
Bruno Le Millin débute à la télévision dans l'émission Le Petit Théâtre de Bouvard sur Antenne 2 de 1984 a 1987 puis Boulevard Bouvard sur La Cinq de 1987 à 1989, où il interprète plus de 480 sketchs.
Il joue dans plusieurs séries, dont Vivement lundi ! - Marc et Sophie - Tel père, tel fils - Tribunal ou encore la sitcom Maguy où il incarne Antoine pendant 58 épisodes.
De 1991 à 1997 il incarne le personnage récurrent de monsieur Girard, le père de Justine et d'Hélène dans la sitcom Premiers baisers, puis dans sa suite, Les Années fac, produites par AB Productions. Depuis 2012, il reprend épisodiquement son rôle de monsieur Girard dans Les Mystères de l'amour. Il incarne le rôle de Pierre Delacourt, homme d'affaires et père de l'héroïne, Julia, dans la série Dreams : 1 rêve, 2 vies. On le retrouve également dans une web-série "Comme le disent les gens" et fait également quelques apparitions au cinéma comme dans "Je voudrais que quelqu'un m'attende quelque part", etc.

## Filmographie sélective
(août 2016).

### Acteur

#### Télévision
- 2024 : Une amitié dangereuse d'Alain Tasma :  Médecin du Roi
- 2015- 2023: LMA - Série de Dan Occo, Guy Famechon, Olivier Altman - Roger Girard
- 2020 : Groland - Canal + - 5 Sketchs
- 2015-2019 : Comme le disent les gens - Web-Série - Trentaine d'épisodes
- 2013-2014 : Dreams : 1 rêve, 2 vies - Série de Dan Occo - 40 épisodes - Pierre Delacourt, le père de Julia
- 2012-2013 : Les Mystères de l'amour - Série de Dan Occo, Guy Famechon, Olivier Altman : 6 épisodes - Mr Girard
- 2011 : Marthe Richard - Téléfilm de Thierry Binisti - Président de la cour
- 2010 : Section de recherches - "L'étoile filante" - Entraineur sportif
- 2009 : Alice Nevers, le juge est une femme - Téléfilm d'Éric Summer - Cas de conscience - Trafiquant
- 2009 : Empreintes criminelles - épisode 4 : L'affaire de l'Orient-Express de Christian Bonnet - policier
- 2008 : Jamais deux sans trois - Téléfilm d'Éric Summer - Commissaire Charvin
- 2007 : Commissaire Moulin -  Téléfilm d'Éric Summer - Épisode " La promesse" - Commissaire de l'IGS
- 2006 : Le Maître du Zodiaque de Claude-Michel Rome - chirurgien esthétique
- 2005 : Désiré Landru de Pierre Boutron - avocat général
- 2001 : Le don fait à Catchaire de William Gotesman - notaire
- 1998 : Enguerrand - Série moyenâgeuse - Eustache
- 1995-1997 : Les Années fac - Roger Girard - 74 épisodes
- 1994 : Fruits et légumes de Christophe Andrei - 1 épisode - Jean Baron
- 1994 : Hélène et les Garçons - 1 épisode - Roger Girard
- 1991-1995 : Premiers baisers - Roger Girard - 270 épisodes
- 1991 : Salut Les Musclés : Roger Girard
- 1990 : Marc et Sophie - Série - espion
- 1990 : Vivement lundi ! - Série - joueur
- 1989-1992: Maguy - Série - 58 épisodes - Antoine
- 1989 : Tel père, tel fils - Série - journaliste
- 1989: L'Appart - Feuilleton
- 1989-1990 : Tribunal - Série
- 1989: Tel père, tel fils, Série - journaliste
- 1984-1989 : Le Petit Théâtre de Bouvard

#### Cinéma
- 2025 : 100 Millions ! de Nath Dumont
- 2023 : Paternel de Ronan Tronchot
- 2019 : Je voudrais que quelqu'un m'attende quelque part d'Arnaud Viard
- 2010 : Blind test de Georges Ruquet
- 2008 : Fracassés de Franck Llopis
- 2007 : L'Accompagnatrice de Franck Llopis
- 2007 : Asylum d'Olivier Château
- 2006 : Marié ou presque de Franck Llopis
- 2004 : Entretien d'embauche d'Olivier Château

### Scénariste

#### Télévision
- 2013 : Les 30 Ans du Petit Théâtre de Bouvard - Émission spéciale 90 min - 3 Sketchs
- 1989-1990 : Tel père, tel fils - Épisodes de 26 min
- 1990-1993 : Tribunal - Épisodes de 26 min
- 1997-1998 : Enguerrand - Épisodes de 26 min
- 1988-1991 : Maguy - Épisodes de 26 min
- 1984-1989 : Le Petit Théâtre de Bouvard - Sketchs

## Théâtre

### Comédien
- 2008 : L'Impromptu de Vaux-le-Vicomte de Jean-Jacques Devaux - (rôle : Nicolas Fouquet) - Château de Vaux Le Vicomte
- 1994 : Une fille entre nous Comédie d'Éric Assous - Théâtre Rive Gauche
- 1992 : Sans mentir Comédie d'Éric Assous - Théâtre des Bouffes-Parisiens
- 1985-1989 : Le Petit Théâtre de Bouvard - Théâtre - Tournées - Galas

### Auteur
- Coup de feu - Coauteur avec Claudine Barjol et David Martin
- La Gamine - Comédie de boulevard à six personnages
- Un peu d'amour dans ce monde de brutes - Comédie
- Un des sens interdit - Comédie à deux personnages
- Vie privée sur banc public - Comédie dramatique - Coauteur avec Jean Martiny
- Drôle de trame - Comédie de boulevard à cinq personnages
- L'Aimante religieuse - Comédie policière

## Parolier
- 1996 : François Rocquelin, Single Folles de mon corps
- 1996 : Christophe Rippert, Album Juste ces mots... - coauteur avec C. Rippert